# Hasled

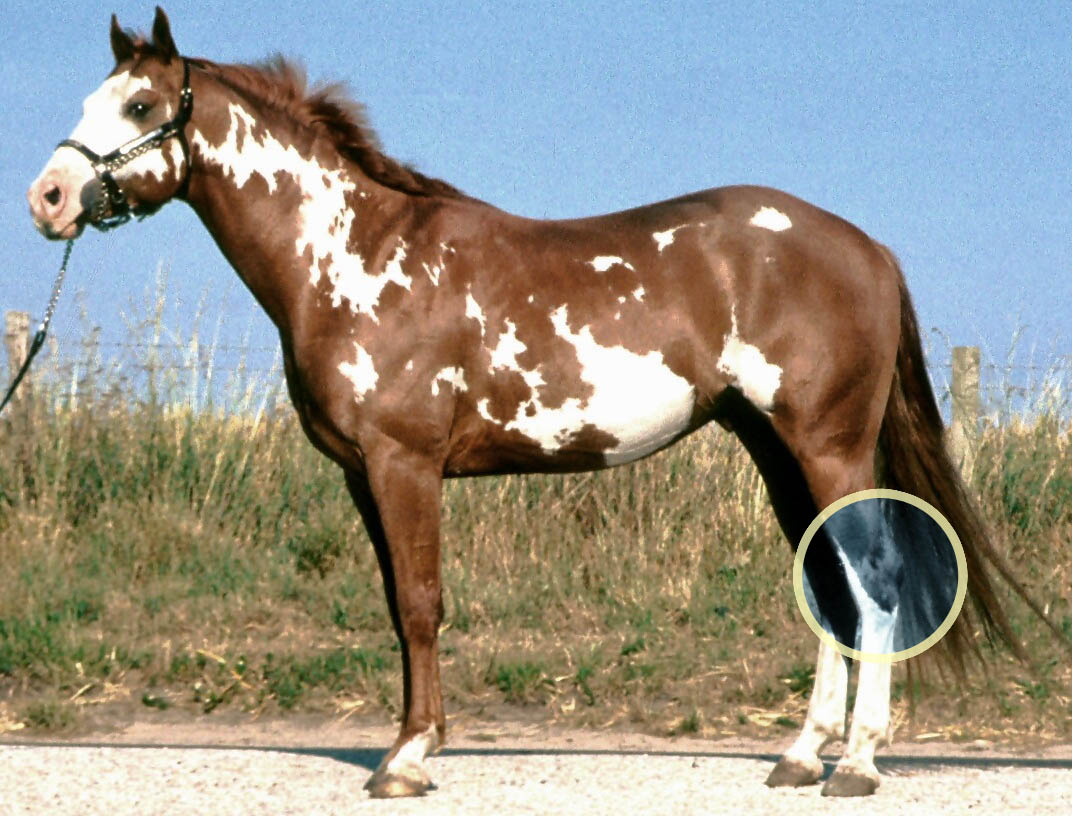
På denna bild av en häst har hasleden markerats.

Hasen är en del av bakbenet på fyrfotadjur, främst använt om häst och nötkreatur. Hasen ligger mellan skanken och skenbenet.
Den relaterade hasleden ligger på en häst ovanför hovled, kronled och kotled (från hoven räknat). Motsvarande led hos människa anatomiskt sett är hälen.
Hasleden består av sex olika småben. Dessa är calcaneus, talus, os tarsale centrale, samt fyra tarsalben. 
Rörelserna i leden är framför allt flexion och extension. Hasleden är uppdelad i fyra ledavdelningar: Tarsocruralleden, proximala intertarsalleden, distala intertarsalleden och tarsometatarsalleden. Tarsocruralleden, som även kallas tibiotarsalleden, är en gångjärnsled och även den största och viktigaste ledavdelningen i hasleden. De tre övriga är så kallade glidleder.
På häst kommunicerar tarsocruralleden och den proximala intertarsalleden, vilket innebär att om man sprutar in ett läkemedel i tarsocruralleden så når detta även den proximala intertarsalleden.
Även på andra husdjur kallas denna led hasled och är uppbyggd i princip på samma sätt som hos häst. 